# ケベック大学モントリオール校
ケベック大学モントリオール校（フランス語: Université du Québec à Montréal）はモントリオール内にある4つの大学のうちの一つである。UQÀMという略称で親しまれている。モントリオール校はケベック大学の一キャンパスであり、ここがメインキャンパスとなっている。
1969年、ケベック州政府により創立された。2004年の時点で、人文、教育、言語コミュニケーション、政治経済、理学、社会といった6つの学部と経営学スクールに在籍する生徒数は42,257を数え、モントリオールメトロの中心駅であるBerri-UQÀM周辺に賑やかな学生街を形成している。
UQÀMでは学士、修士、博士といった学位を提供している。
モントリオールにあるフランス語系大学では、モントリオール大学に並ぶ大きな大学であり、この大学に在籍する英語系の生徒は1%に過ぎない。
大衆大学として庶民に広く大学の門戸を開放し、社会人学生に対するカリキュラム編成や障害者に対する支援も充実している。
モントリオールにおける生涯教育提供の場となっている。
フランス語系大学という事で、フランスからの留学生も多く受け入れている。2018年には秋までに合計310学習プログラムへ95ヵ国からの3,859人の留学生を含めて、約38,883人の学生を受け入れた。また、ケベック大学は63か国、417以上のパートナー関係を築き上げ、714の契約を締結している。さらに、学生たちの交換留学、語学の促進などにより役立っている。